# 麗閣 (選區)
麗閣（英語：Lai Kok，代號F10）是香港深水埗區議會下轄的選區，1994年設立，前任區議員為香港民主民生協進會成員李炯。

## 範圍及名稱
選區位於深水埗長沙灣的過渡地帶，橫跨欽州街及東京街，包括麗閣邨、怡閣苑以及麗安邨、怡靖苑，設立時以麗閣邨居民較多，故亦從而得名。與其相連的選區有寶麗、長沙灣、南昌中、南昌西、富昌和幸福，投票站設於麗閣社區會堂。值得一提的是，本區以公型房屋為主，故此選情與私人住宅為主的深水埗南昌五區有所不同。

## 沿革
1994年區議會選舉前，本區屬雙議席的長沙灣選區，1993年港督彭定康推行政改方案改革區議會，取消所有委任議席及雙議席選區制度，全面實行單議席單票制，並改由選區分界及選舉事務委員會制定，區議會選區數目亦隨人口變動而大幅增加，將麗閣邨及麗安邨位置為單一麗閣選區，以深水埗區為基地的民協派出前樹仁學院學生會會長，時任長沙灣區議員黃仲棋到麗閣選區參選，輕取地方人士何錦堂（1,490票對1,161票），而黃仲棋隨後也以26歲之齡當選深水埗區議會主席，被喻為民協未來新星，後來因為不滿民協「又傾又砌」政策及參與臨時立法會，以黃仲棋為首的成員，包括同為深水埗區議員符偉樂、陸嘉名，聯同葵青區議員梁廣昌、觀塘區議員區玉霞等人離開民協，另組社會民主陣線，其後黃仲棋和他的學運伙伴陶君行達成協議，社民陣大部份從政成員加入民主黨，故此黃在1999年區議會選舉以民主黨身份參選，擊敗民協候選人李偉豪及親共候選人陳鏡秋（1,782票對李的1,557及陳的1,099票），而在該屆區選深水埗區內出現不少民主黨與民協對撼選區。同時怡閣苑及怡靖苑由當屆劃入本區，以平衡與鄰近選區的人口差距。
2003年初身兼《東週刊》副總編輯的黃仲棋因假冒房署人員進入民主建港聯盟觀塘區議員郭必錚助理家中偷拍，被判入獄緩刑而喪失區議員資格，同年7月補選，當時民協派出新人黎慧蘭與工聯會候選人范國輝對壘，黎以3,064票當選，為民協奪回本區議席，同年正式選舉，黎慧蘭則改由本區劃分而成的新選區富昌參選，時任民協主席、立法會議員馮檢基決定親征本區對上范國輝，馮檢基大勝（馮3,268、范1,337）；到2007年區議會選舉馮范二人再對壘，但得票差距縮窄（馮2,115、范2,030），被視為民協的警號。
2011年區議會選舉，當時人口估算約15,501人，選民人數為8,613。本次有四人參選，分別為民協馮檢基、工聯會范國輝、人民力量趙植東及獨立鍾詠淵，由於人民力量領袖黃毓民因民協否定五區公投及支持政府超級區議會政改方案的決定，表示要到麗閣邨「狙擊」馮檢基，一度使本區成為重要焦點，最終黃毓民並無親自上陣，而馮則以過半選票當選。2012年馮檢基由九龍西選區轉往俗稱超級區議會的區議會（第二）界別連任立法會議員，基於該界別代表全港非傳統功能界別之選民，馮被指冷落本區工作。
2015年區議會選舉，工聯會參考2011年以年青女參選人劉桂容擊敗立法會議員李卓人的先例，2013年起派出陳穎欣於本區服務，更以加強物資派發形式，打擊民協在區內的支持，陳更加入民建聯，方便安排與李慧琼、蔣麗芸合作，加強宣傳效果。結果除馮檢基、陳穎欣二人參選外，黃仲棋在該區消失十多年下突然參選，聲言報復民協「又傾又砌」政策及超級區議會的立場，由於馮需要維持區議員身份以繼續參選立法會超級區議會議席，使本區成為焦點，最後陳穎欣以99票之差勝過馮檢基當選（2,531對2,432），成為工聯會在深水埗區內第一個區議員，黃仲棋亦以215票成功「復仇」。然而根據網台主持賄選案（案件編號：DCCC1084/15）庭上證供表示，有人支持傳統泛民及建制派外的人到麗閣選區參選。
2019年區議會選舉，民協派出上屆參選富昌選區落敗的李炯挑戰時任議員工聯會及民建聯的陳穎欣。結果李炯以五百多票之差獲勝，成功為民協收復自2016年失落於建制派的議席。2021年7月，因應政府計劃追討協助民主派初選區議員的酬金津貼傳聞所帶動的區議員辭職潮中，李炯辭去區議員職務。

## 歷屆議員
| 選區名稱 | 屆別                  | 議員   | 政治聯繫         | 政治聯繫                                 | 議員                                     | 政治聯繫                                 | 政治聯繫        |
| -------- | --------------------- | ------ | ---------------- | ---------------------------------------- | ---------------------------------------- | ---------------------------------------- | --------------- |
| 長沙灣   | 1982年－1985年        | 黃平漢 |                  | 無黨籍                                   | 定為單議席選區                           | 定為單議席選區                           | 定為單議席選區  |
| 長沙灣   | 1985年－1988年        | 黃平漢 | 邱麗娥           | 無黨籍                                   |                                          | 無黨籍                                   |                 |
| 長沙灣   | 1988年－1991年        | 黃平漢 | 邱麗娥           | 無黨籍                                   |                                          | 無黨籍                                   |                 |
| 長沙灣   | 1991年－1994年        | 黃仲棋 |                  | 民 民協                                  | 涂謹申                                   |                                          | 港 港同盟       |
| 麗閣     | 1994年－1999年        | 黃仲棋 | 民 民協 → 民主黨 | 分拆出 寶麗及麗閣選區後， 改為單議席選區 | 分拆出 寶麗及麗閣選區後， 改為單議席選區 | 分拆出 寶麗及麗閣選區後， 改為單議席選區 |                 |
| 麗閣     | 2000年－2003年5月16日 | 黃仲棋 |                  | 分拆出 寶麗及麗閣選區後， 改為單議席選區 | 分拆出 寶麗及麗閣選區後， 改為單議席選區 | 分拆出 寶麗及麗閣選區後， 改為單議席選區 | 民主黨          |
| 麗閣     | 2003年8月4日－2003年  | 黎慧蘭 |                  | 分拆出 寶麗及麗閣選區後， 改為單議席選區 | 分拆出 寶麗及麗閣選區後， 改為單議席選區 | 分拆出 寶麗及麗閣選區後， 改為單議席選區 | 民 民協         |
| 麗閣     | 2004年－2007年        | 馮檢基 |                  | 分拆出 寶麗及麗閣選區後， 改為單議席選區 | 分拆出 寶麗及麗閣選區後， 改為單議席選區 | 分拆出 寶麗及麗閣選區後， 改為單議席選區 | 民 民協         |
| 麗閣     | 2008年－2011年        | 馮檢基 |                  | 分拆出 寶麗及麗閣選區後， 改為單議席選區 | 分拆出 寶麗及麗閣選區後， 改為單議席選區 | 分拆出 寶麗及麗閣選區後， 改為單議席選區 | 民 民協         |
| 麗閣     | 2012年－2015年        | 馮檢基 |                  | 分拆出 寶麗及麗閣選區後， 改為單議席選區 | 分拆出 寶麗及麗閣選區後， 改為單議席選區 | 分拆出 寶麗及麗閣選區後， 改為單議席選區 | 民 民協         |
| 麗閣     | 2016年－2019年        | 陳穎欣 |                  | 分拆出 寶麗及麗閣選區後， 改為單議席選區 | 分拆出 寶麗及麗閣選區後， 改為單議席選區 | 分拆出 寶麗及麗閣選區後， 改為單議席選區 | 工聯會 · 民建聯 |
| 麗閣     | 2020年－2021年7月8日  | 李炯   |                  | 分拆出 寶麗及麗閣選區後， 改為單議席選區 | 分拆出 寶麗及麗閣選區後， 改為單議席選區 | 分拆出 寶麗及麗閣選區後， 改為單議席選區 | 民 民協         |
| 麗閣     | 2021年7月9日－2023年  | 懸空   | 懸空             | 懸空                                     | 分拆出 寶麗及麗閣選區後， 改為單議席選區 | 分拆出 寶麗及麗閣選區後， 改為單議席選區 |                 |

## 歷屆選舉結果
| 政党   | 政党           | 候选人    | 票数  | %     | ±     |
| ------ | -------------- | --------- | ----- | ----- | ----- |
|        | 工聯會/ 民建聯 | ①. 陳穎欣 | 3,051 | 45.93 | ▼3.07 |
|        | 民協           | ②. 李炯   | 3,592 | 54.07 | ▲7.10 |
| 多数票 | 多数票         | 多数票    | 541   | 8.14  | ▲6.23 |

| 政党   | 政党           | 候选人    | 票数  | %     | ±      |
| ------ | -------------- | --------- | ----- | ----- | ------ |
|        | 工聯會/ 民建聯 | ①. 陳穎欣 | 2,531 | 48.88 | ▲7.39  |
|        | 無黨派         | ②. 黃仲棋 | 215   | 4.15  | 不適用 |
|        | 民協           | ③. 馮檢基 | 2,432 | 46.97 | ▼5.08  |
| 多数票 | 多数票         | 多数票    | 99    | 1.91  | ▼8.95  |

| 政党   | 政党           | 候选人    | 票数  | %     | ±      |
| ------ | -------------- | --------- | ----- | ----- | ------ |
|        | 民協           | ①. 馮檢基 | 2,528 | 52.05 | ▲1.02‬  |
|        | 人民力量       | ②. 趙植東 | 239   | 4.92  | 不適用 |
|        | 無黨派         | ③. 鍾詠淵 | 75    | 1.54  | 不適用 |
|        | 民建聯/ 工聯會 | ④. 范國輝 | 2,015 | 41.49 | ▼7.48‬  |
| 多数票 | 多数票         | 多数票    | 513   | 10.56 | ▲8.51  |

| 政党   | 政党           | 候选人    | 票数  | %     | ±      |
| ------ | -------------- | --------- | ----- | ----- | ------ |
|        | 民建聯/ 工聯會 | ①. 范國輝 | 2,030 | 48.97 | 不適用 |
|        | 民協           | ②. 馮檢基 | 2,115 | 51.03 | 不適用 |
| 多数票 | 多数票         | 多数票    | 85‬    | 2.05  | 不適用 |

| 政党   | 政党           | 候选人    | 票数  | %     | ±      |
| ------ | -------------- | --------- | ----- | ----- | ------ |
|        | 民建聯/ 工聯會 | ①. 范國輝 | 1,337 | 29.03 | 不適用 |
|        | 民協           | ②. 馮檢基 | 3,268 | 70.97 | 不適用 |
| 多数票 | 多数票         | 多数票    | 1,931 | 41.93 | 不適用 |

| 政党   | 政党           | 候选人    | 票数  | %     | ±      |
| ------ | -------------- | --------- | ----- | ----- | ------ |
|        | 民協           | ①. 黎慧蘭 | 3,064 | 65.61 | 不適用 |
|        | 民建聯/ 工聯會 | ②. 范國輝 | 1,606 | 34.39 | 不適用 |
| 多数票 | 多数票         | 多数票    | 1,458 | 31.22 | 不適用 |

| 政党   | 政党         | 候选人    | 票数  | %     | ±      |
| ------ | ------------ | --------- | ----- | ----- | ------ |
|        | 民協         | ①. 李偉豪 | 1,557 | 35.08 | 不適用 |
|        | 九龍社團聯會 | ②. 陳鏡秋 | 1,099 | 24.76 | 不適用 |
|        | 民主黨       | ③. 黃仲棋 | 1,782 | 40.15 | 不適用 |
| 多数票 | 多数票       | 多数票    | 225   | 5.07  | 不適用 |

| 政党   | 政党   | 候选人 | 票数  | %     | ±      |
| ------ | ------ | ------ | ----- | ----- | ------ |
|        | 民協   | 黃仲棋 | 1,490 | 56.21 | 新選區 |
|        | 獨立   | 何錦堂 | 1,161 | 43.79 | 新選區 |
| 多数票 | 多数票 | 多数票 | 329   | 12.41 | 新選區 |

| 政党   | 政党   | 候选人 | 票数  | %     | ±      |
| ------ | ------ | ------ | ----- | ----- | ------ |
|        | 港同盟 | 涂謹申 | 2,878 | 44.05 | 不適用 |
|        | 民協   | 黃仲棋 | 1,892 | 28.96 | 不適用 |
|        | 無黨派 | 黃平漢 | 1,763 | 26.99 | 不適用 |
| 多数票 | 多数票 | 多数票 | 129   | 1.97  | 不適用 |

| 政党   | 政党   | 候选人 | 票数  | %     | ±      |
| ------ | ------ | ------ | ----- | ----- | ------ |
|        | 無黨派 | 邱麗娥 | 2,350 | 38.42 | 不適用 |
|        | 無黨派 | 黃平漢 | 2,076 | 33.94 | 不適用 |
|        | 無黨派 | 李耀文 | 1,691 | 27.64 | 不適用 |
| 多数票 | 多数票 | 多数票 | 385   | 6.30  | 不適用 |

| 政党   | 政党   | 候选人 | 票数  | %     | ±      |
| ------ | ------ | ------ | ----- | ----- | ------ |
|        | 無黨派 | 邱麗娥 | 3,048 | 42.42 | 不適用 |
|        | 無黨派 | 黃平漢 | 2,507 | 34.89 | 不適用 |
|        | 革新會 | 余洪江 | 1,630 | 22.69 | 不適用 |
| 多数票 | 多数票 | 多数票 | 877   | 12.21 | 不適用 |

| 政党   | 政党   | 候选人 | 票数  | %     | ±      |
| ------ | ------ | ------ | ----- | ----- | ------ |
|        | 無黨派 | 黃平漢 | 1,703 | 47.88 | 不適用 |
|        | 革新會 | 余洪江 | 1,055 | 29.66 | 不適用 |
|        | 無黨派 | 原煥佳 | 799   | 22.46 | 不適用 |
| 多数票 | 多数票 | 多数票 | 648   | 18.22 | 不適用 |

## 資料來源
1. ↑   (PDF).   [2019-12-08]. （原始内容 (PDF)存档于2019-12-08）.
2. ↑   (PDF).   [2019-12-08]. （原始内容 (PDF)存档于2020-08-20）.
3. ↑  .   [2016-11-19]. （原始内容存档于2016-03-02）.
4. ↑  . 香港政府.   [2013-03-24]. （原始内容存档于2015-09-23）.
5. ↑  . 香港政府.   [2013-03-24]. （原始内容存档于2011-11-08）.
6. ↑  . 東方日報.   [2016-12-04]. （原始内容存档于2014-12-27）.
7. ↑  . 明報.   [2016-12-04]. （原始内容存档于2016-12-20）.
8. ↑  . 明報.   [2016-12-04]. （原始内容存档于2016-12-20）.
9. ↑  . 蘋果日報.   [2016-12-04]. （原始内容存档于2016-12-20）.
10. ↑  .   [2022-01-16]. （原始内容存档于2022-01-18）.